# هاشم مزادي
أحمد هاشم مزادي (بالإندونيسية: Hasyim Muzadi) باحث إسلامي إندونيسي، وعالم دين، والرئيس الرابع لنهضة العلماء أكبر منظمة إسلامية في إندونيسيا من عام 1999 إلى عام 2010. كان مؤسس ومدير مدرسة الحكمة الإسلامية الداخلية. كان زميلًا للميجاواتي سوكارنوبوتري في الانتخابات الرئاسية في إندونيسيا عام 2004، لكن فشل في الانتخابات في جولة الإعادة. كان عضوا في المجلس الاستشاري الرئاسي في إندونيسيا من عام 2015 حتى وفاته. كان من مؤيدي الإسلام المعتدل الذي وصفه بأنه ليس راديكاليًا ولا ليبراليًا، وينتقد كلاً من الأصولية الإسلامية والإسلام الليبرالي.

## آراؤه
كان هاشم من دعاة الإسلام المعتدل، الذي عرفه بأنه ليس راديكاليًا ولا ليبراليًا. وكانت محاربة الأصولية الإسلامية أحد أهدافه في تأسيس الحكم. حددت المنظمة الطلاب الذين لديهم «مشاعر دينية قوية ولكنهم لم يتلقوا بعد تدريبات دينية قوية» على أنهم «معرضون بشكل خاص للأصولية». إنه ينظر إلى التعليم التقليدي والتفسيرات التاريخية للعلماء المسلمين العظماء كعوامل مخففة لمكافحة التطرف.
من ناحية أخرى اختلف هاشم مع الإسلام الليبرالي بسبب ميله إلى «السماح (جعل الحلال) كل شيء»، وانتقد شباب نهضة العلماء لكونهم «أشبه للغربيين في رؤية الإسلام والتقاليد» بسبب التمويل والتدريب الغربيين. على الرغم من الخلاف، لم يطالب بحظر الفكر الليبرالي، وقال إنه يجب أن تكون هناك منتديات مناسبة لمناقشة القضايا المثيرة للجدل في المجتمع.
خلال الغزو الأمريكي لأفغانستان في أعقاب هجمات 11 سبتمبر، رفض هاشم دعوات في إندونيسيا لتجنيد أعضاء من نهضة العلماء للجهاد في أفغانستان. وفقا له: «الجهاد لا يعني دائما الحرب المقدسة، الجهود المبذولة لتطوير الإسلام والأمة الإسلامية تسمى أيضا جهاد». ورأى أن هجمات 11 سبتمبر كانت «مأساة إنسانية وليست مأساة دينية» ويجب ألا تتحول إلى صراع ديني.

## المرض والوفاة
في يناير 2017 عانى هاشم البالغ من العمر 72 عامًا من الإرهاق بعد أن سافر إلى عدة أماكن في إندونيسيا، مباشرة بعد عودته من رحلة إلى أستراليا. تم علاجه في مستشفى لافاليت في مالانج في الفترة من 6-17 يناير، ثم خرج في حالة مستقرة. في 11 مارس نقل إلى المستشفى، وخرج منه في 13 مارس لأنه اختار الاتشفاء في منزله بناءً على توصية المستشفى. سافر رئيس إندونيسيا جوكو ويدودو إلى مالانج لزيارته في 15 مارس. توفي هاشم في 16 مارس في الساعة 06.15 بتوقيت غرب إندونيسيا في مقر إقامته في مجمع مدرسة الحكمة الإسلامية الداخلية.
دفن في نفس اليوم في حرم مدرسة الحكمة في ديبوك جاوة الغربية. قاد نائب رئيس اندونيسيا يوسف كالا موكب الجنازة. تمت مرافقة جثة هاشم من قبل أفراد من الجيش والشرطة وأعضاء من المنظمات الإسلامية وطلاب الحكمة في جنازة على الطراز العسكري ابتداءً من الساعة 16.15 بالتوقيت المحلي.